# José Mendes Cabeçadas Júnior

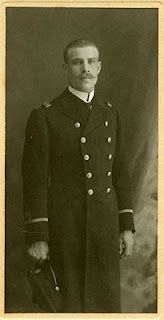
José Mendes Cabeçadas Júnior

José Mendes Cabeçadas Júnior [ʒuˈzɛ ˈmẽdɯʃ kɐbɯˈsadɐʃ] (* 19. August 1883 in Loulé; † 11. Juni 1965 in Lissabon) war ein portugiesischer Vizeadmiral, Politiker und Ministerpräsident.

## Militärische Laufbahn
Nach dem Besuch der Polytechnischen Schule schlug er eine militärische Laufbahn bei der Marine ein. Dort war er 1902 Absolvent der Marineschule. Zwischen 1908 und 1909 war er in der Kolonie Mosambik stationiert und dort Hafenkapitän.
Bei der Ausrufung der Republik am 5. Oktober 1910 spielte er eine wichtige Rolle: Als Kommandant des Kreuzers Adamastor beteiligte er sich an der Revolte gegen König Emanuel II., indem er von dem Schiff den Palast der Königsfamilie, den Palácio das Necessidades, beschießen ließ. Im Anschluss daran wurde er zum Kapitänleutnant befördert.

## Politische Laufbahn

### Abgeordneter
Mendes Cabeçadas war ein Freimaurer und überzeugter Republikaner, der im Laufe seines Lebens mehreren Parteien angehörte. 1911 begann er seine politische Laufbahn mit der Wahl zum Abgeordneten der Republikanischen Versammlung (Assembleia da República). Dort vertrat er bis 1915 die Interessen des Wahlkreises Silves. 1915, 1917 und 1921 wurde er dann für den Wahlkreis von Aljustrel in die Republikanische Versammlung gewählt.

### Revolution vom 28. Mai 1926
Nach der Revolution vom 28. Mai 1926 wurde er am 30. Mai 1926 zunächst als Vorsitzender des Ministeriums (Presidente do Ministério) Ministerpräsident und am 2. Juni 1926 zusätzlich amtierender Staatspräsident als Nachfolger von Bernardino Machado. Die von ihm eingeleitete republikanische Politik führte jedoch bald zu Kritik an seiner Amtsführung durch die Revolutionäre. Nach einem Treffen der Revolutionäre am 17. Juni 1926 in Sacavém wurde er zwei Tage später in seinen Ämtern durch General Manuel de Oliveira Gomes da Costa abgelöst. In den drei Wochen seiner Amtszeit bildete er dreimal sein Kabinett um und übernahm selbst die Leitung anderer Ministerien.
Im Anschluss setzte er seine militärische Laufbahn fort. Zwischen 1928 und 1931 übernahm er mehrere Positionen im Marinearsenal: Nacheinander war er Präsident der Kommission zum Bau der Marinebasen, Präsident der Baukommission, Intendent und schließlich Superintendent des Marinearsenals. In dieser Position wurde er 1930 auch zum Vizeadmiral befördert. Zwischen Juni 1931 und Oktober 1932 war er Stellvertretender Oberkommandierender der Marine. Anschließend war er für kurze Zeit in der Zivilverwaltung der Kolonien tätig und dort Vizegouverneur der Banco do Angola.

### Estado Novo (1933 bis 1965)
Zwischen 1933 und 1947 war er Intendent des Arsenals von Alfeite bei Almada. In dieser Funktion war er 1946 und 1947 an missglückten Staatsstreichen beteiligt. 1947 wurde er aus diesem Grund in den Ruhestand verabschiedet.
Bis ins hohe Alter hinein blieb er jedoch politisch interessiert. Seine letzte große politische Handlung war 1961, als er als einer der drei ersten Unterzeichner des Programmes für eine Demokratisierung der Republik (Programa para a Democratização da República) war.